# Straßenbahn Halberstadt
Die Straßenbahn Halberstadt zählt neben der Straßenbahn Naumburg und der Straßenbahn Dessau zu den kleineren Straßenbahnsystemen in Sachsen-Anhalt. In der nördlich des Harzes liegenden Kreisstadt Halberstadt mit etwa 38.000 Einwohnern verkehrt die elektrische Straßenbahn seit dem 2. Mai 1903. Wegen mangelhafter Instandhaltung während der DDR stand das Straßenbahnnetz am Ende der 1980er Jahre kurz vor der Einstellung. Nach der deutschen Wiedervereinigung wurden Gleise und Oberleitungsanlagen erneuert. Als Stilllegungsdebatten nach der Jahrtausendwende abgewendet werden konnten, wurden neue niederflurige Fahrzeuge vom Typ Leoliner beschafft, so dass heute das gesamte Netz mit behindertengerechten Wagen befahren wird.
Derzeit betreibt die Halberstädter Verkehrs-GmbH zwei Straßenbahnlinien, die werktags im 15-Minuten-Takt und am Wochenende im 30-Minuten-Takt verkehren. Der Streckenabschnitt nach Klus im Süden der Stadt wird jedoch nur am Wochenende und nur im Stundentakt befahren.

## Geschichte

### Erste Betriebsjahre
Am 28. Juni 1887 wurde der Pferdebahnbetrieb der Halberstädter Pferdebahn AG gegründet. Die beiden Linien dieser Bahn begannen am Hauptbahnhof, beide führten zum Fischmarkt und teilten sich dort. Die eine Linie endete am Johannistor, die andere an der Voigtei. Im Jahr 1901 beschloss der Magistrat der Stadt, die Bahn zu elektrifizieren. Nachdem dies beschlossen war, übernahm die Stadt am 1. Juli 1902 den Betrieb, der von nun an den Namen Halberstädter Straßenbahn AG führte. Zudem wurden die beiden Endpunkte miteinander verbunden und eine Parallelstrecke durch die heutige Walter-Rathenau-Straße und Richard-Wagner-Straße zum Hauptbahnhof gebaut. Die Elektrifizierung war am 2. Mai 1903 mit dem Neubau eines nahe dem Kraftwerk gelegenen Straßenbahndepots in der Gröperstraße abgeschlossen. Am selben Tag wurde der elektrische Betrieb aufgenommen. Der Anschluss zum Depot führte durch die schmalen und engen Straßen der Unterstadt.
Der Betrieb begann mit 19 Wagen. Doch nach der Eröffnung der Strecke zum Naherholungsgebiet Klusberge im Jahr 1903 mussten bereits 1904 sechs weitere Wagen angeschafft werden. 1908 kamen nochmals zwei Wagen zum Bestand hinzu. Bis zum Jahr 1909 fuhr die Bahn an der Rentabilitätsgrenze, erst dann hatte man ein Liniennetz gefunden, das den Kundenbedürfnissen entsprach und steigende Fahrgastzahlen mit sich brachte.
1909 wurden folgende Linien betrieben:
10 Bahnhof – Magdeburger Straße – Fischmarkt – Bakenstraße – Grudenberg – Westendorf – Fischmarkt – Bahnhof
20 Bahnhof – Magdeburger Straße – Fischmarkt – Westendorf – Wilhelmstraße – Richard-Wagner-Straße – Bahnhof
30 Bahnhof – Magdeburger Straße – Fischmarkt – Hoher Weg – Gröperstraße – Friedhof
40 Bahnhof – Magdeburger Straße – Fischmarkt – Westendorf – Grudenberg
50 Fischmarkt – Spiegelstraße – Westerhäuser Straße – Klus
60 Friedhof – Hoher Weg – Fischmarkt – Spiegelstraße – Westerhäuser Straße – Klus
Insgesamt wurden auf 14,5 Kilometern Gleisen sechs Linien mit einer Streckenlänge von 23,3 Kilometern betrieben. Bis zum Jahr 1913 wurde die Zahl der Fahrgäste auf 2,7 Millionen im Vergleich zum Jahr 1903 verdoppelt.

### Erster Weltkrieg
Der Erste Weltkrieg führte auch in Halberstadt zu Einschränkungen. Die Schaffner wurden fast vollständig durch weibliches Personal ersetzt. Die folgende Wirtschaftskrise führte zu einem Rückgang der Fahrgastzahlen. Die dadurch gesunkenen Einnahmen führten zur Einführung des schaffnerlosen Betriebes ab dem 1. Januar 1921. 1924 wurde der Betrieb bis auf die Strecke vom Bahnhof über die Magdeburger Straße zum Fischmarkt eingestellt.
1925, nach der Einführung der Rentenmark, nahm die Straßenbahn auf drei Linien den Betrieb mit Schaffner wieder auf:
10 Hauptbahnhof – Magdeburger Straße – Fischmarkt – Voigtei – Grudenberg – Westendorf – Fischmarkt – Hauptbahnhof
20 Hauptbahnhof – Richard-Wagner-Straße – Friedrich-Ebert-Straße – Spiegelstraße
30 (Friedhof – Hoher Weg –) Fischmarkt – Spiegelstraße – Herbingstraße – Klus

### Zweiter Weltkrieg
Ab 1931 wurden neue Fahrzeuge der Firma Lindner angeschafft. Trotz Kriegsausbruch wurden bis 1941 insgesamt elf neue Wagen dieses Typs gekauft. 1943 wurde zudem ein schon lange geplantes Neubaustück in Betrieb genommen. Nun konnte ab der Hohenzollernstraße (heute Friedensstraße) über die Klusstraße Richtung Herbingstraße gefahren werden. Am 8. April 1945 fiel neben der historischen Altstadt auch die Straßenbahn fast vollständig einem Bombenangriff zu Opfer.
Bereits am 18. August 1945 wurde der Betrieb zwischen Friedhof und Fischmarkt wieder aufgenommen. Im Sommer 1946 war bis auf die Strecke zum Klus das komplette Netz wieder in Betrieb. Am 1. Januar 1950 wurden die Stadtwerke Halberstadt aufgelöst, der Straßenbahnbetrieb kam zum Kommunalen Wirtschaftsunternehmen der Stadt Halberstadt (KWU). Am 1. Mai 1951 wurde die KWU wieder aufgelöst und die VEB (K) Verkehrsbetriebe Halberstadt gebildet.

### Nach dem Zweiten Weltkrieg bis 1995

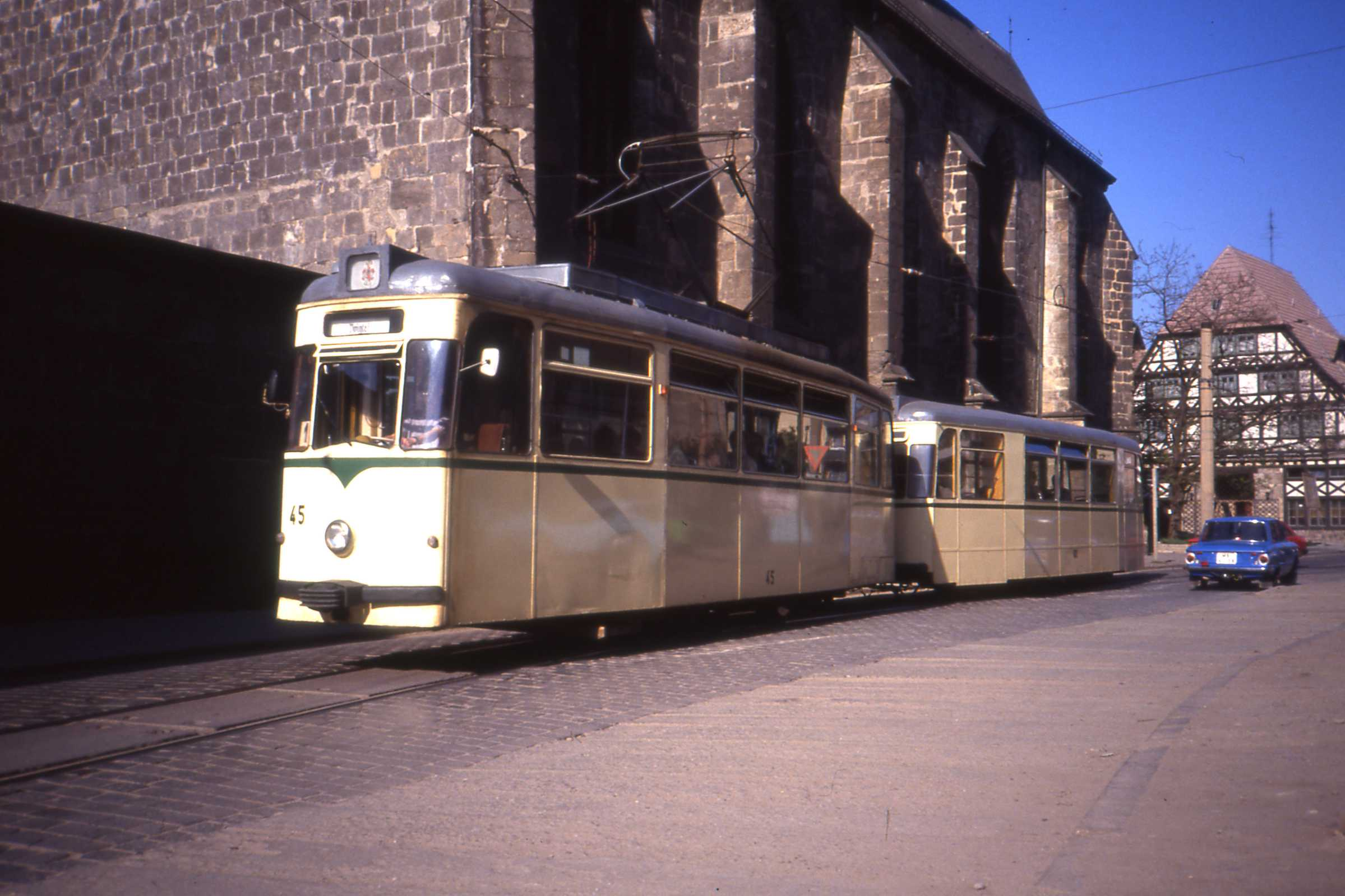
Gothawagen 45 mit Beiwagen, 1990

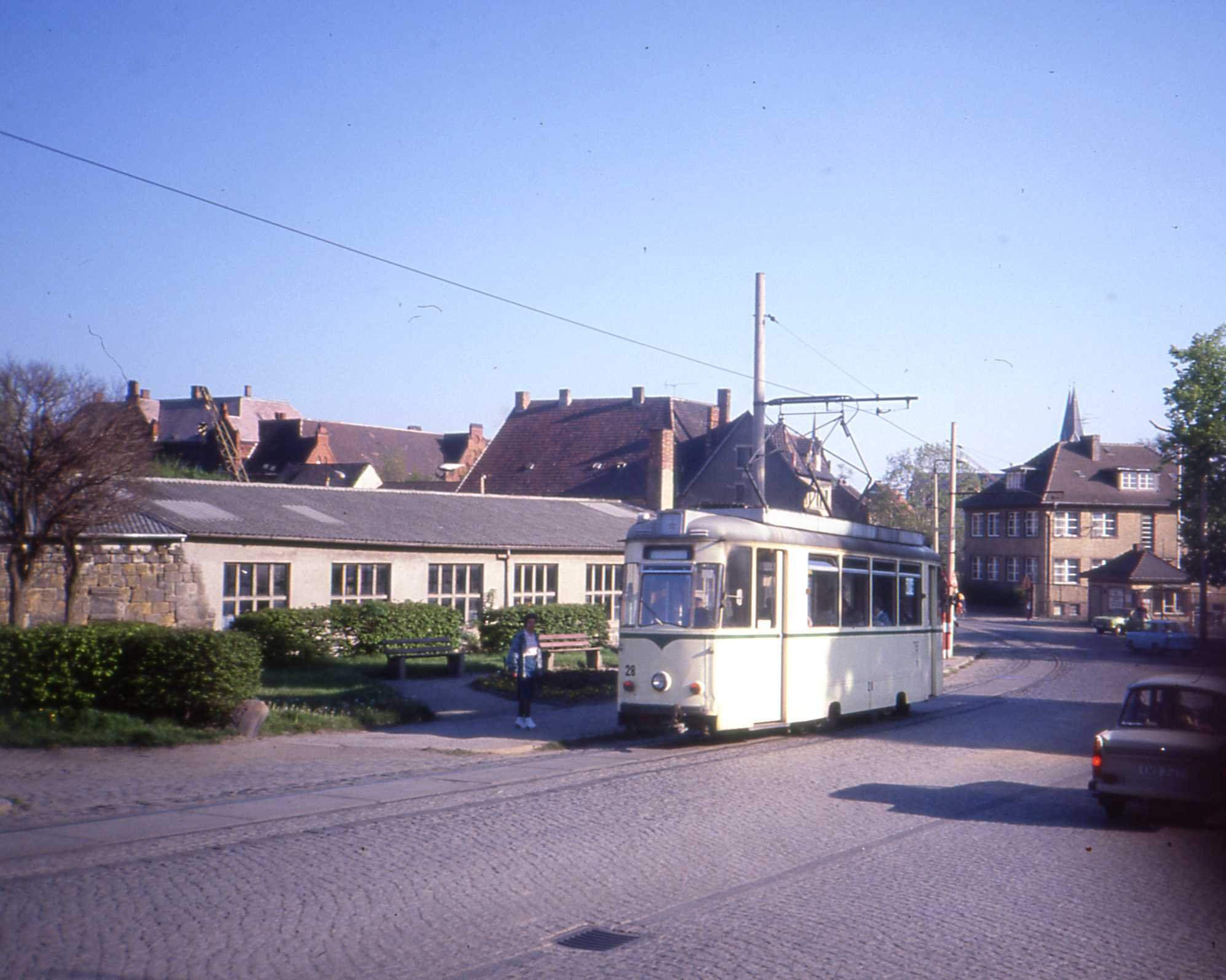
Rekowagen 28 in der Gröperstraße, 1990

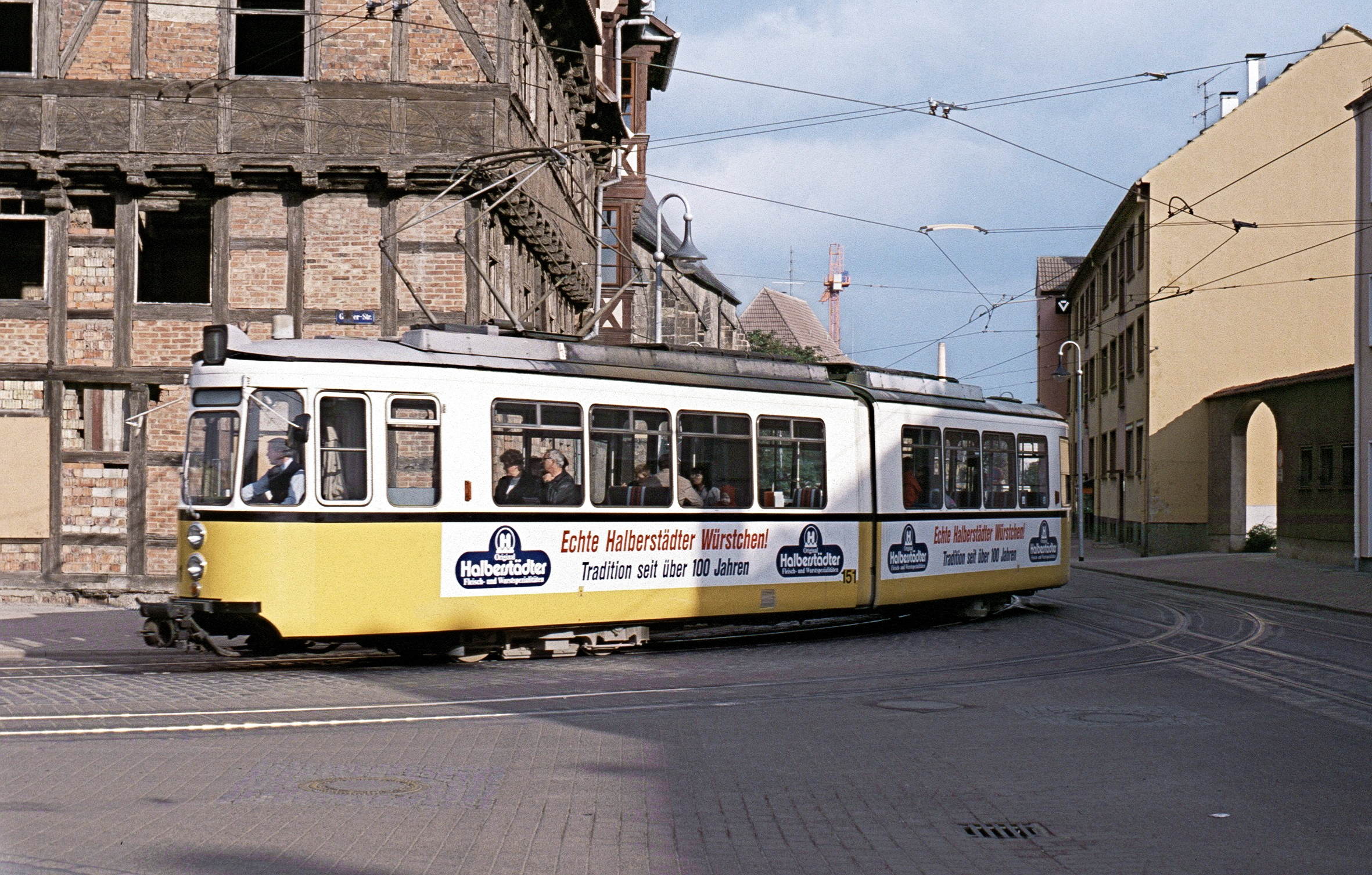
ER-GT4 151 (ex Stuttgart 719) vor der Neulackierung auf dem Weg zur Endstelle Friedhof, 1992

Ab Juni 1951 wurden die alten Triebwagen der Firma Lindner durch die neuen LOWA-Triebwagen und später durch Gotha-Fahrzeuge ersetzt. 1953 wurde das neue Verwaltungsgebäude am Friedhof in der Gröperstraße 83 in Betrieb genommen. Der Streckenabschnitt in der Hohenzollernstraße wurde 1960 stillgelegt. Der schaffnerlose Betrieb (OS-Berieb) wurde 1966 mit Hilfe von im Fahrzeug befindlichen Zahlboxen eingeführt. Seit dem 30. September 1976 befinden sich Entwerter in den Wagen. Ende der 1970er Jahre wurde das Netz in weiten Teilen umgebaut. Die Magdeburger Straße wurde straßenbahnfrei und die Strecke auf dem Breiten Weg wurde in die Kühlinger Straße verlegt. Die Endstelle Hauptbahnhof wurde zu einer Wendeschleife umgestaltet und der Fischmarkt wurde durch den Umbau der Haltestelle am Holzmarkt ebenfalls straßenbahnfrei. Bereits einige Jahre zuvor war auch der Abschnitt zwischen Holzmarkt und Spiegelstraße im Bereich der neu geschaffenen Heinrich-Julius-Straße umverlegt.
Am 1. Januar 1982 wurde das Unternehmen in das VE Verkehrskombinat Magdeburg als VEB Städtischer Nahverkehr Halberstadt eingegliedert. In diesem blieb es bis zu einem Beschluss des Rates des Bezirks Magdeburg am 25. Mai 1990. Nachdem die Stadt wieder Besitzer des heruntergewirtschafteten Betriebes war, wurde beschlossen, die Straßenbahn beizubehalten. Am 7. Dezember 1992 wurde die Halberstädter Verkehrs-GmbH gegründet. Zwischenzeitlich hatte man 1991 begonnen, die Gleise und Fahrleitungen grundhaft zu erneuern. Im Jahr 1992 wurde der Fahrzeugpark durch Übernahme von gebrauchten Straßenbahntriebwagen des Typs GT4 aus Stuttgart und Freiburg im Breisgau, erneuert. Diese Fahrzeuge lösten die zweiachsigen Straßenbahnwagen ab. Am 4. August 1993 wurde die Straßenbahnlinie 2 von der bisherigen Endhaltestelle Voigtei zum Wohngebiet Nordring bis zur Wendeschleife Sargstedter Weg verlängert.

### Nach der Jahrtausendwende
Am 2. Mai 2003 wurde das Jubiläum 100 Jahre elektrische Straßenbahn Halberstadt begangen. In den Jahren 2003 bis 2005 sah es um die Zukunft der Halberstädter Straßenbahn schlecht aus. In der Stadtverwaltung wurde immer wieder eine Einstellung des Straßenbahnbetriebes diskutiert. Diese Ideen wurden bislang noch nicht umgesetzt. So konnte am 3. September 2005 ein Vertrag über die Lieferung von fünf Niederflur-Straßenbahnwagen vom Typ NGTW6-H Leoliner mit der damaligen LEOLINER Fahrzeugbau Leipzig GmbH (heute HeiterBlick GmbH) abgeschlossen werden. Gleichzeitig begann der Ausbau der Friedrich-Ebert-Straße. Die Straße, Versorgungsleitungen, Schienen und Haltestellen wurden komplett erneuert. Nach der Präsentation des ersten Halberstädter Leoliner auf der Verkehrstechnikfachmesse InnoTrans 2006 wurde er am 13. Oktober 2006 an die HVG übergeben und am 14. Oktober auf einem Betriebshoffest der Öffentlichkeit vorgestellt. Die anderen vier Fahrzeuge wurden bis Februar 2007 ausgeliefert. Seit August 2007 befinden sich alle Leoliner im Liniendienst.
Seit dem Fahrplanwechsel am 26. August 2007 verkehren die Linien 1 und 2 kombiniert. Am Hauptbahnhof gehen die Wagen von einer auf die andere Linie über. Außerdem wurde die bisher an Samstagen, Sonntagen und Feiertagen verkehrende Linie 3 eingestellt. Die Strecke zum Klus wurde in die Linie 2 integriert. Ein Teil der Züge der Linie 2 verkehrt seitdem in Richtung Hauptbahnhof ab Herbingstraße über die Wendeschleife Klus. Für Fahrgäste aus Richtung Hauptbahnhof besteht an der Haltestelle Herbingstraße Anschluss an die Linie 2 zum Klus. Am 19. Oktober 2009 war das täglich befahrene Netz komplett saniert.
In der Stadtratssitzung vom 7. Juli 2011 wurde beschlossen, die Einstellung des Straßenbahnverkehrs erneut zu prüfen. Im Ausblick des Haushaltsplans der Stadt von 2015 wird die Einstellung des Straßenbahnbetriebs bis etwa 2025 gefordert. Laut HVG-Geschäftsführer Axel Wöhlbier ist außerdem ab 2025 der Investitionsstau und Verschleiß an den Fahrzeugen so hoch, dass eine Rückzahlung der Fördermittel, deren Bindung bis 2033 läuft, wirtschaftlicher sei als ein Weiterbetrieb.
Zum Fahrplanwechsel im September 2012 wurde die Linie 1 aufgrund der geringen Auslastung der Strecke zum Friedhof und aufgrund gestiegener Energiekosten sonntags durch Busse ersetzt.
Von Ende 2015 bis Dezember 2017 verkehrte werktags ein zusätzlicher Zug im Stundentakt zwischen Sargstädter Weg und Klus. Dieser Zug fuhr in beiden Richtungen über Westerhäuser Straße. Am frühen Nachmittag fuhr der Zug einmal zum Friedhof und setzte von dort wieder ein – der Stundentakt war dadurch einmal unterbrochen.
Zum Fahrplanwechsel am 10. Dezember 2017 sollte die Verknüpfung der Linien 1 und 2 am Hauptbahnhof wieder aufgegeben und dadurch die Möglichkeit geschaffen werden, alle Fahrten mit Niederflurfahrzeugen anzubieten. Bestimmte Fahrten der Linie 1 sollen mit einem Bus durchgeführt werden, falls nicht alle NGTW6-H Leoliner einsatzfähig sind. Da bei diesem Fahrplanwechsel in Halberstadt auch die Buslinien neu geordnet wurden, wurde der Fahrplanwechsel aus Rücksicht auf den Schülerverkehr zunächst auf den 11. Februar 2018, das Ende des ersten Schulhalbjahres, und später auf den 15. April 2018 verschoben. Am 3. Juni 2023 wurde mit einem Fest auf dem Depotgelände das 120-jährige Bestehen der elektrischen Straßenbahn in Halberstadt gefeiert.
Im Jahr 2024 fielen durch Personalmangel und Krankmeldungen vermehrt Fahrten aus. Schließlich verwies das Unternehmen beim Straßenbahnverkehr auf einen Notfahrplan ab 15. April 2024 mit teilweisem Ersatz durch Busse. Ab 4. August 2024 wurde daraus ein regulärer Fahrplanwechsel mit 30-Minuten-Takt und Betriebsschluss vor 18 Uhr. Erst nach dem Jahreswechsel 2024/25 wurde montags bis freitags der 15-Minuten-Takt weitgehend wiederhergestellt und der Betrieb bis kurz vor 20 Uhr verlängert.

## Aktuelles Liniennetz
| Linie | Anfangshaltestelle | Linienverlauf | Endhaltestelle    | Bemerkung                                                                        |
| 1     | Hauptbahnhof –     | Heinrich-Heine-Platz – Fischmarkt – Holzmarkt – Zuckerfabrik                                                            | – Friedhof        | 15-Minuten-Takt nur an Schultagen bis etwa 16:00 Uhr, Ersatz durch Busse möglich |
| 2     | Hauptbahnhof –     | Heinrich-Heine-Platz – Landratsamt – Herbingstraße (– Klus) – Herbingstraße – Westerhäuser Straße – Holzmarkt – Voigtei | – Sargstedter Weg | über Klus nur am Wochenende in Fahrtrichtung Hauptbahnhof                        |

Stand: 5. Januar 2025
Die Linien der Straßenbahn sind montags bis freitags von 5:30 Uhr bis 20 Uhr im Einsatz. An Samstagen, Sonn- und Feiertagen verkehren sie von 8:30 Uhr bis 17:30 Uhr (Linie 1 an Sonn- und Feiertagen nur von 11:30 Uhr bis 16 Uhr).
Da nur fünf Leoliner zur Verfügung stehen und an Wochentagen ein 15-Minuten-Takt mit fünf Kursen angeboten wird, kommen bei Ausfall eines oder mehrerer Leoliner weiterhin hochflurige Triebwagen des Typs GT4 zum Einsatz.

## Fahrzeuge

### Regelwagen
- 5 Niederflur-Gelenktriebwagen NGTW6-H Leoliner, Betriebsnummern 1 bis 5
- 3 Gelenktriebwagen GT4 als Zweirichtungsfahrzeug (ZR), Wagennummern 164 (ehemals Freiburg 106), 167 (ehemals Nordhausen 91, ehemals Freiburg 110), 168 (ehemals Nordhausen 92, ehemals Freiburg 111)
- 1 Gelenktriebwagen GT4 als Einrichtungsfahrzeug (ER), Wagennummer 156 (ehemals Stuttgart 550)

### Historische Straßenbahnwagen und Sonderwagen
- 1 Historischer Triebwagen Lindner Baujahr 1939, Wagennummer 31, dient gelegentlich als Stadtrundfahrtwagen für angemeldete Gruppen
- 1 Historischer Triebwagen ET54 LOWA Baujahr 1956
- 1 Triebwagen T57E mit Beiwagen B2-64 Wagennummern 39 und 61, Baujahr 1960/1969, dient gelegentlich als Stadtrundfahrtwagen für angemeldete Gruppen
- 1 Triebwagen T2.62 Kinderbahn Wagennummer 30, Baujahr 1966 (1996 ehemals Linienverkehr, 1979 ehemals Halle/Saale 750)
- 1 Triebwagen TZ 70 Wagennummer 29, Rekowagen (Um-)Baujahr 1975 (2001 ex 29 Linienverkehr, 2009 ehemals Denkmal neben Depot)
- 1 Gelenktriebwagen GT4 ZR HAKIBA Wagennummer 166, Baujahr 1962 (2006 ehemals 166 Linienverkehr, 1997 ehemals Freiburg 104)
- 1 Gelenktriebwagen GT4 ZR Gleispflegewagen Wagennummer 161, Baujahr 1962 (2010 ehemals 161 Linienverkehr, 1994 ehemals Freiburg 105)